# CS Herediano
Der Club Sport Herediano (kurz: CS Herediano) ist ein costa-ricanischer Fußballverein in Heredia. Der Klub wurde am 12. Juni 1921 gegründet. Seine Heimspiele trägt der Verein im Estadio Eladio Rosabal Cordero aus. Bisher konnte Herediano 25 mal die costa-ricanische Meisterschaft gewinnen und ist damit einer der erfolgreichsten Vereine des Landes.

## Allgemeines
Heredianos Klubfarben sind Gelb und Rot. Die Trikots sind aus diesem Grund traditionell in den Vereinsfarben gehalten. Meist sind die Trikots senkrecht rot-gelb gestreift oder mit einem großen, schräg über das Trikot verlaufenden Balken versehen.

## Geschichte
CS Herediano ist einer der ältesten Klubs in Costa Rica. Bereits 1918 gab es in Heredia Überlegungen, einen Fußballverein einzurichten, der die Provinz vertritt. Schließlich fusionierten drei Stadtvereine: Club Sport Renacimiento, Club Sport Juan J. Flores und Club Sport Cristóbal Colón. Diese gründeten CS Herediano und am 12. Juni 1921 war dieser Zusammenschluss offiziell. Fußballer der ersten Stunde waren José Joaquín "Toquita" Gutiérrez, Eladio Rosabal Cordero, Víctor Manuel Ruiz, Gilberto und Claudio Arguedas sowie Luis Valerio, die alle in Heridia geboren waren. Eines der ersten organisatorischen Probleme war es, einen geeigneten Platz zu finden, was aber schnell gelang. Nach entsprechendem Druck auf die costa-ricanische Regierung durch den Klub wurde noch im gleichen Jahr die Primera División de Costa Rica eingerichtet, die höchste Spielklasse des Landes. Dort stellte der CSH schon früh seine Ansprüche auf einen der erfolgreichsten Vereine in Costa Rica. Nach Ablauf der ersten Saison wurde die Meisterschaft gewonnen und im Folgejahr wurde dieser Titel verteidigt. 1923 zog sich der Klub bereits nach dem ersten Saisonspiel von der Meisterschaft zurück und wurde nicht gewertet. Dem CS Cartaginés musste so der Vorrang gelassen werden, ein Jahr später holte man die Meisterschaft  wieder nach Heredia zurück.
1925 kam es zum ersten internationalen Spiel für den Verein. Damals machte man eine Sechs-Spiele-Tour nach Jamaika, wobei man vier Spiele gewinnen konnte und ein Unentschieden erreichte. Zwischen 1930 und 1935 dominierte der Verein die nationale Liga und sicherte sich fünf von sechs möglichen Titelgewinnen. Zu einem geschichtsträchtigen Ereignis kam es 1932, als man vor heimischem Publikum die damalige Nationalmannschaft Argentiniens mit 3:1 bezwang. In den Folgejahren und -jahrzehnten holten aber die anderen nationalen Fußballteams auf und so wurden die Mannschaften von LD Alajuelense, CS La Libertad und Deportivo Saprissa große Konkurrenten beim Rennen um den Titel. Bis 1961 konnte man noch sieben Titel gewinnen, musste dann aber lange auf einen erneuten Triumph warten. Zwischen 1962 und 1977 machten LD Alajuelense und Deportivo Saprissa die Titel unter sich aus. Erst 1978 schaffte es Herediano wieder auf den ersten Platz. Noch größer war die Freude, als der Titel verteidigt werden konnte. 1993 gab es den zunächst letzten Triumph in der Meisterschaft.
Nach 19 langen Jahren des Wartens gelang es dem Klub nach mehreren Vizemeisterschaften den Meistertitel im Verano 2012 zurück nach Heredia zu holen. Ein Jahr später, im Verano 2013, konnte Heredia abermals den Meistertitel erringen, wie auch im Verano 2015 nach einer zweijährigen Durststrecke. Im Verano 2016 konnte Heredia den 25. Meistertitel der Vereinsgeschichte gewinnen.

## Erfolge
- Meister (Liga de Fútbol de Primera División) (25×): 1921, 1922, 1924, 1927, 1930, 1931, 1932, 1933, 1935, 1937, 1947, 1948, 1951, 1955, 1961 (ASOFUTBOL), 1978, 1979, 1981, 1985, 1987, 1992/93, Verano 2012, Verano 2013, Verano 2015, Verano 2016
- Pokalsieger (Torneo de Copa de Costa Rica) (10×): Copa Estadio Nacional 1935, Copa Chevrolet 1939, Copa Guatemala 1945, Copa Gran Bretaña 1945, Copa Gran Bretaña 1948, Copa Costa Rica 1954, Copa Reina del Canadá 1955, Copa Interprovincial 1956, Copa Costa Rica 1959, Copa Asofútbol 1961
- Mittelamerika- und Karibikmeister (CONCACAF League) (1×): 2018

## Stadion
Aktuelle Heimstätte des Vereins ist das vereinseigene Estadio Eladio Rosabal Cordero, welches sich im Zentrum der Provinzhauptstadt Heredia, direkt neben dem Sportpalast befindet. Dort befand sich bereits mit der Gründung des Klubs 1921 der Austragungsort für das erste Heimspiel von CS Herediano. 1965 wurde es nach Eladio Rosabal Cordero benannt. Neben Fußball können auch andere Sportarten darin ausgeübt werden.

## Maskottchen
Als Unterstützung für das Team steht bei jedem Heimspiel der Tiger TIM am Spielfeldrand. Dieser ist das Maskottchen des Klubs.
Bereits seit den 1980er Jahren führt der Verein ein Maskottchen. Anfangs war es noch ein Hurrikan der die Mannschaft unterstützte, später ein Bär namens Pirro. Ende der 1990er Jahre bzw. Anfang des 21. Jahrhunderts wurde schließlich der Tiger TIM eingeführt. Zuerst noch ein wenig langweilig und mehr für Kinder gedacht, erlebte TIM 2008 eine Umgestaltung und wurde am 21. November 2008 neu vorgestellt. Fortan ist dieser der Anführer des Tiger-Teams und soll Fans und Anhänger noch mehr als zuvor begeistern. Der Name des Tigers wird wie das englische Wort Team ausgesprochen und soll auf dessen Verbundenheit zur Mannschaft hinweisen.

## Trainer
- Alexandre Guimarães (1996–1997)